# Eastern (Fiji)
Eastern (Fijisch-Hindoestani: Purab vibhaag) is een van de vier divisies van Fiji. Het is 1.376 km² groot en heeft 36.979 inwoners (2007). De hoofdstad is Levuka.
Eastern is onderverdeeld in drie provincies: Kadavu, Lau en Lomaiviti.
Divisies: Central · Eastern · Northern · Western

Provincies: Ba · Bua · Cakaudrove · Kadavu · Lau · Lomaiviti · Macuata · Nadroga-Navosa · Namosi · Naitasiri · Ra · Rewa · Serua · Tailevu

Dependency: Rotuma